# John Horne
John Horne, FRS, PRSE (Stirlingshire, 1 de janeiro de 1848 — Edimburgo, 30 de maio de 1928) foi um geólogo escocês.
Foi eleito membro da Royal Society em 1900, agraciado com a Medalha Murchison em 1899 e com a medalha Wollaston de 1921, pela Sociedade Geológica de Londres. Foi membro e presidente (1915-1919) da Sociedade Real de Edimburgo.
Foi aluno do geólogo Ben Peach (1842–1926).